# 湄曾县
湄曾县是泰国清邁府的一个县。位于清迈府的南部。面积2713平方公里。2013年人口57214。人口密度21.1/km2 。
邻近的县有福县、宗通县和夜旺县等。境内有泰国最高的山峰因他暖山。